# Kim Seung-il
Kim Seung-il (né le 9 mai 1985 à Gwangju) est un gymnaste sud-coréen.
Il fait partie de l'équipe qui remporte la médaille de bronze lors des Jeux asiatiques de 2006. Il participe aux Jeux olympiques de 2004, de 2008 et de 2012.